# South Audley Street
South Audley Street est une rue de la ville de Londres. Elle est située dans la cité de Westminster, dans le quartier de Mayfair.

## Situation et accès

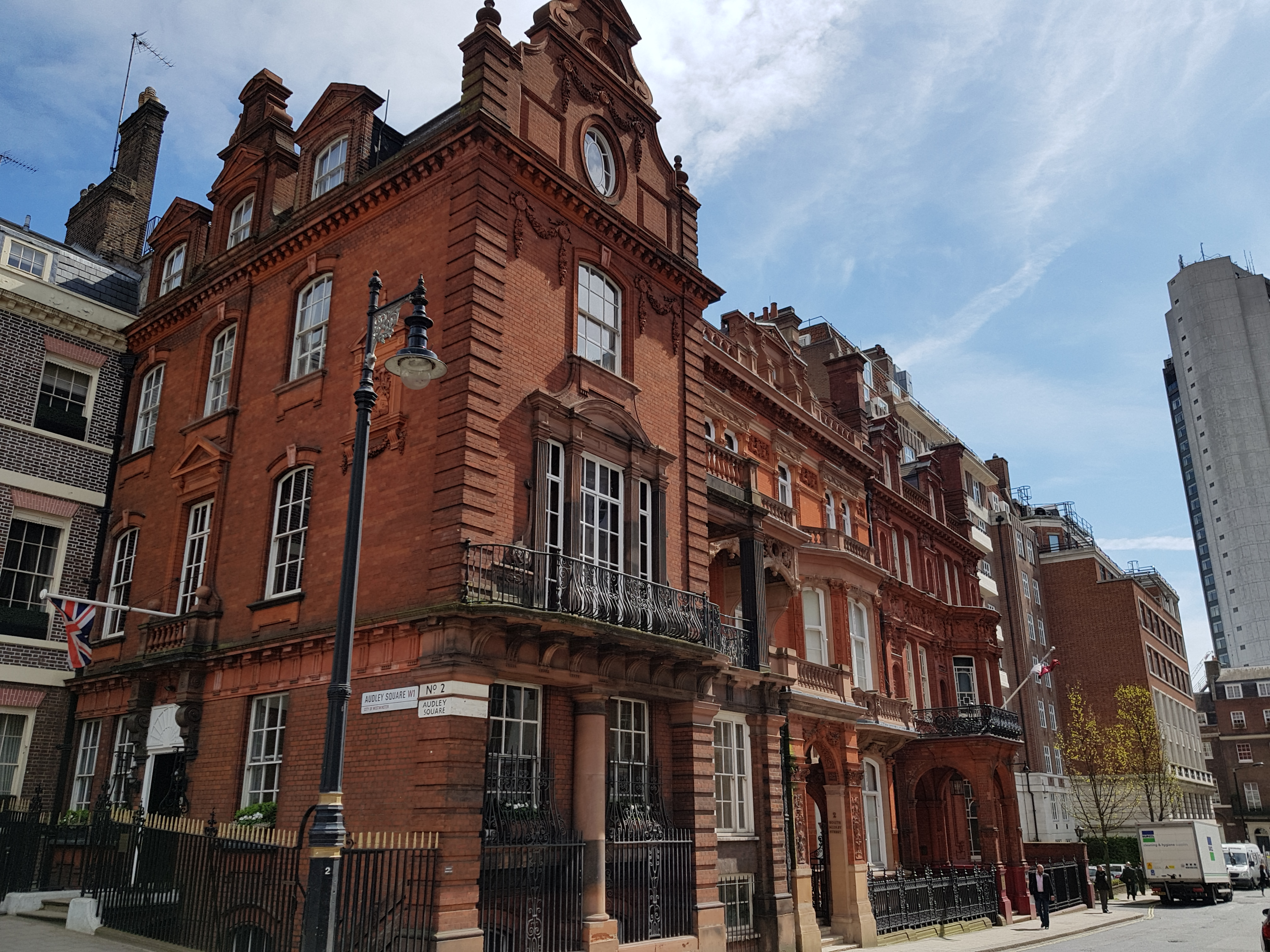
No 2.

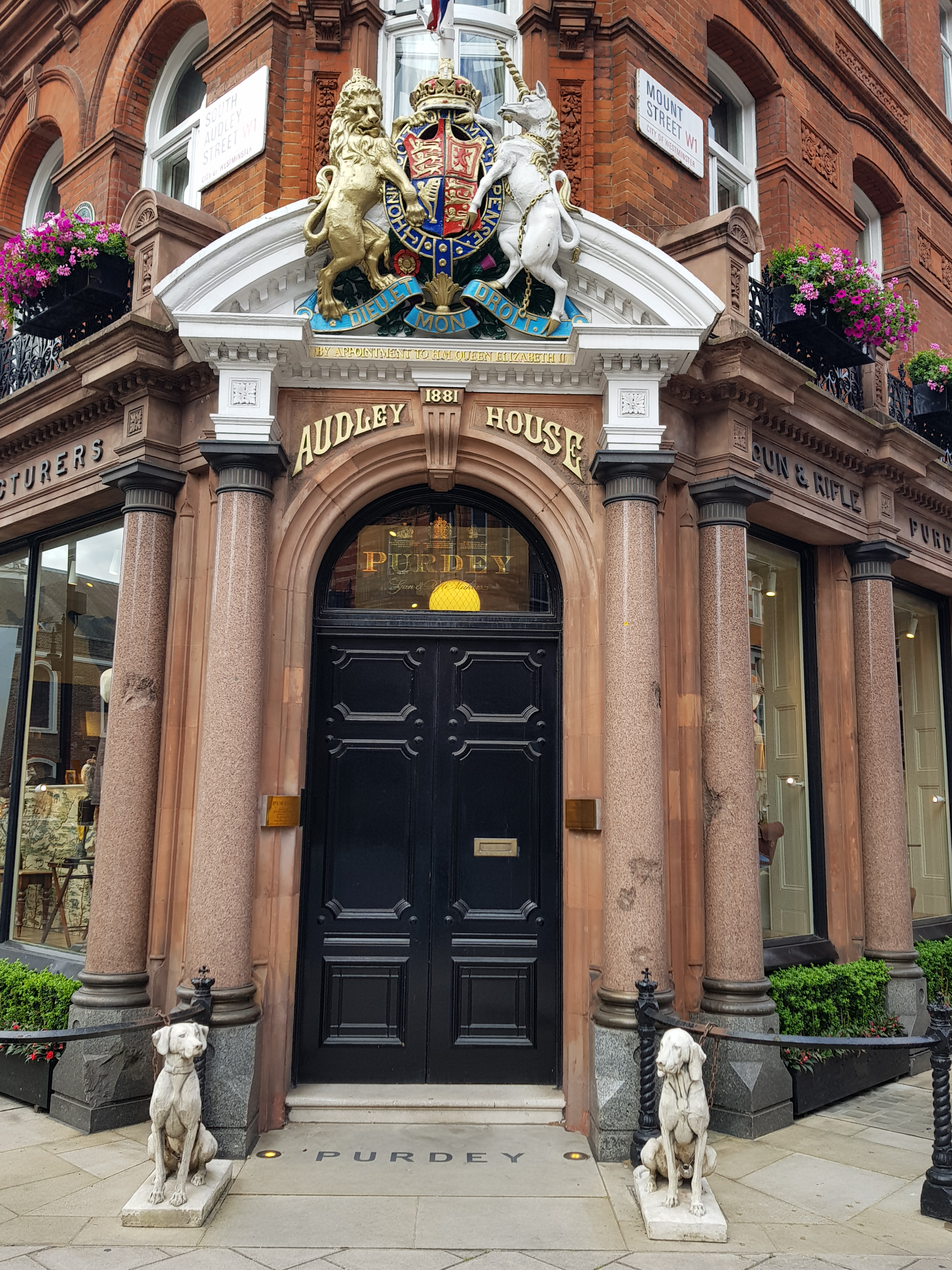
No 57-58 : Audley House.

South Audley Street s'étend de Grosvenor Square à Curzon Street. Orientée nord-sud, elle est longue d’environ 500 m. Elle croise successivement Mount Street et South Street.
À l’est de la rue se trouvent les Mount Street Gardens, un jardin public auquel on accède grâce à un passage situé le long de Grosvenor Chapel.
Les stations de métro les plus proches sont, côté nord, Marble Arch, où circulent les trains de la ligne  Central, Bond Street, desservie par les lignes  Central  Jubilee, et, côté sud, Hyde Park Corner, desservie par la ligne  Piccadilly.

## Origine du nom
Mary Davies (1665-1730), épouse de Thomas Grosvenor, dont la Davies Street voisine rappelle le souvenir, était l’héritière d’un avocat et usurier nommé Hugh Audley.

## Historique
Comme Grosvenor Square, Brook Street et d’autres rues du quartier, South Audley Street a été aménagée dans les années 1720-1725 .

## Bâtiments remarquables et lieux de mémoire
- No 1 : ambassade du Qatar.

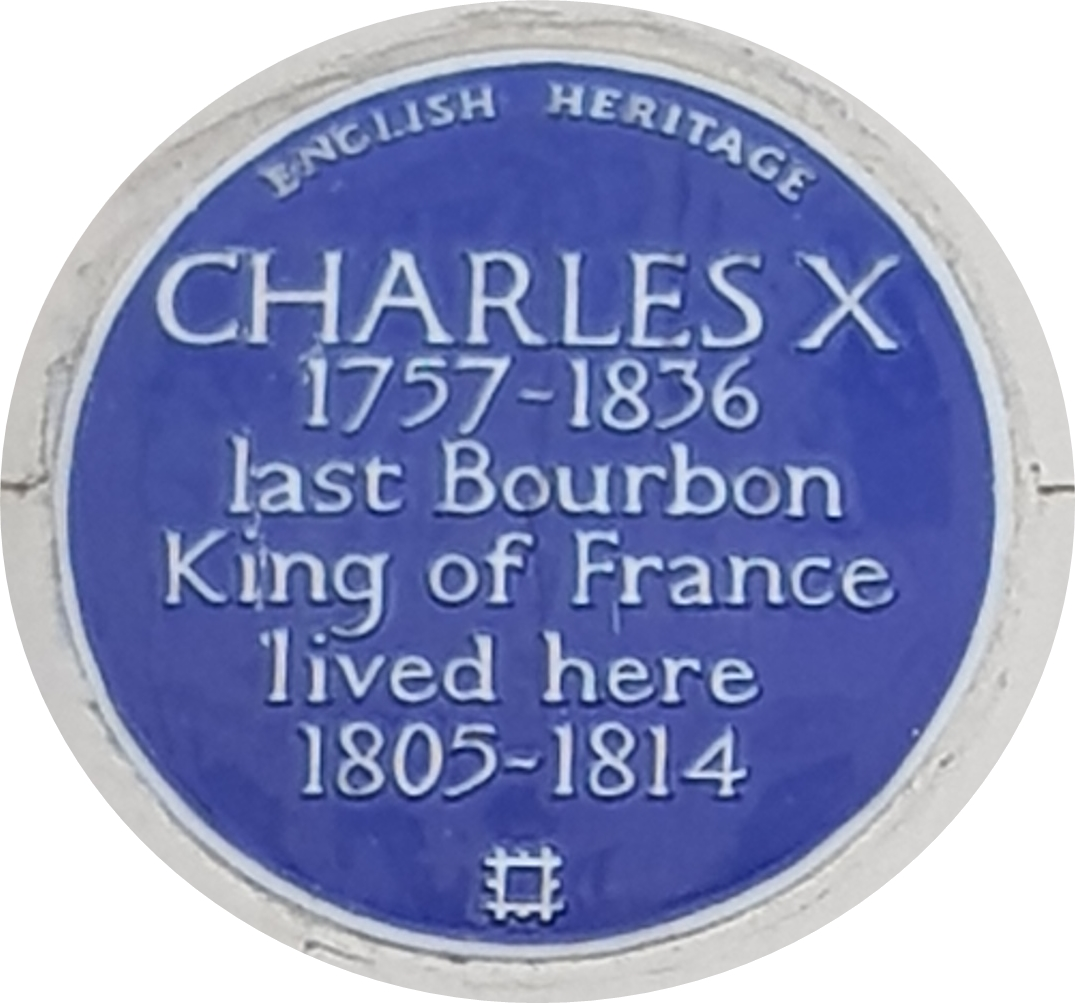
Blue plaque, 72 South Audley Street, Londres.

- No 2 : construit en 1883-1885.
- No 24 : chapelle Grosvenor (1731).
- No 57-58 : Audley House (1881).
- No 72 : le roi Charles X a vécu à cette adresse de 1805 à 1815, comme le signale un macaron bleu apposé sur la façade.